# Internationale luchthaven Xiamen Gaoqi
De internationale luchthaven Xiamen Gaoqi (Chinees: 厦门高崎国际机场, Hanyu pinyin: Xiàmén Gāoqí Guójì Jīchǎng, Engels: Xiamen Gaoqi International Airport) is een Chinese luchthaven op 10 kilometer ten noorden van het centrum van Xiamen, aan de noordelijke kust van het eiland Xiamen. De luchthaven bedient Xiamen en de rest van de provincie Fujian.
In 2015 maakten 20.814.244 passagiers gebruik van de luchthaven. Daarmee is de luchthaven de op tien na drukste luchthaven van de Volksrepubliek China. De luchthaven is de centrale hub en thuisbasis voor XiamenAir en een focusbestemming voor China Southern Airlines, China Eastern Airlines, Hainan Airlines en Shandong Airlines.